# Polyptychopsis marshalli
Polyptychopsis là một chi bướm đêm thuộc họ Sphingidae. Nó chỉ có một loài, Polyptychopsis marshalli, được tìm thấy ở Brachystegia ở khu vực rộng lớn châu Phi.

## Phụ loài
- Polyptychopsis marshalli marshalli (Zimbabwe to Malawi và tây nam Tanzania)
- Polyptychopsis marshalli auriguttatus (Gehlen, 1934) (Democratic Republic of Congo, tây nam Tanzania và probably miền đông Angola)
- Polyptychopsis marshalli meridianus (Kernbach, 1963) (Zimbabwe)